# Шёлль, Пиа-Лиза
Пи́а-Ли́за Шёлль (нем. Pia-Lisa Schöll; род. 28 марта 1991, Оберстдорф, Бавария) — немецкая кёрлингистка.
Играет в основном на позиции первого.
В составе женской, смешанной и смешанной парной сборных Германии участвовала в нескольких чемпионатах Европы и мира.

## Достижения
- Чемпионат мира по кёрлингу среди смешанных пар: бронза (2022)
- Чемпионат мира по кёрлингу среди смешанных команд: серебро (2019)
- Чемпионат Европы по кёрлингу среди смешанных команд: золото (2013).
- Чемпионат Германии по кёрлингу среди женщин: бронза (2014, 2016).
- Первенство Европы по кёрлингу среди юниоров: золото (2008), серебро (2011).

## Команды
| Сезон                                               | Четвёртый         | Третий             | Второй                                | Первый              | Запасной                                                | Турниры                                           |
| --------------------------------------------------- | ----------------- | ------------------ | ------------------------------------- | ------------------- | ------------------------------------------------------- | ------------------------------------------------- |
| 2005—06                                             | Франци Фишер      | Пиа-Лиза Шёлль     | Йенни Бурда                           | Симона Аккерман     | Кристина Домикан тренер: Геза Ангрик                    | ПЕЮ 2006 (4 место)                                |
| 2007—08                                             | Фредерике Темплин | Пиа-Лиза Шёлль     | Анн-Катрин Бастиан                    | Симона Аккерман     | Сандра Голлингер тренер: Альмут Хеге-Шёлль              | ПЕЮ 2008 · ЧМЮ 2008 (10 место)                    |
| 2008—09                                             | Франци Фишер      | Пиа-Лиза Шёлль     | Анн-Катрин Бастиан                    | Симона Аккерман     | Сандра Голлингер тренер: Мартин Байзер                  | ПЕЮ 2009 (4 место)                                |
| 2009—10                                             | Пиа-Лиза Шёлль    | Анн-Катрин Бастиан | Симона Аккерман                       | Сандра Голлингер    |                                                         |                                                   |
| 2010—11                                             | Пиа-Лиза Шёлль    | Анн-Катрин Бастиан | Симона Аккерман                       | Сандра Голлингер    |                                                         |                                                   |
| 2010—11                                             | Мартина Линдер    | Пиа-Лиза Шёлль     | Ангелина Террай                       | Зина Хильтенсбергер | Сандра Голлингер тренер: Мартин Байзер                  | ПЕЮ 2011                                          |
| 2010—11                                             | Пиа-Лиза Шёлль    | Франци Фишер       | Анн-Катрин Бастиан                    | Йозефине Оберман    | Анне-Кристине Бартель тренер: Мартин Байзер             | ЗУ 2011 (8 место)                                 |
| 2013—14                                             | Пиа-Лиза Шёлль    | Хильтенсбергер     | Симона Аккерман                       | Карола Зинц         | Франциска Фишер                                         | ЧГЖ 2014                                          |
| 2014—15                                             | Даниэла Дриндль   | Аналена Йенч       | Стелла Хайсс                          | Пиа-Лиза Шёлль      | Марика Треттин                                          | ЧМ 2015 (9 место)                                 |
| 2015—16                                             | Даниэла Дриндль   | Аналена Йенч       | Марика Треттин (ЧЕ, ЧГЖ) Стелла Хайсс | Пиа-Лиза Шёлль      | Майке Беер (ЧЕ) Марика Треттин тренер: Томас Липс       | ЧЕ 2015 (9 место) · ЧМ 2016 (10 место) · ЧГЖ 2016 |
| 2016—17                                             | Даниэла Йенч      | Аналена Йенч       | Йозефине Оберман                      | Пиа-Лиза Шёлль      | Марика Треттин (ЧЕ) Эмира Аббес (ЧМ) тренер: Томас Липс | ЧЕ 2016 (7 место) ЧМ 2017 (9 место)               |
| 2017—18                                             | Даниэла Йенч      | Йозефине Оберман   | Аналена Йенч                          | Пиа-Лиза Шёлль      | Эмира Аббес (ЧЕ) тренер: Томас Липс                     | ЧЕ 2017 (6 место)                                 |
| 2017—18                                             | Даниэла Йенч      | Эмира Аббес        | Йозефине Оберман                      | Аналена Йенч        | Пиа-Лиза Шёлль тренер: Ули Капп                         | ЧМ 2018 (12 место)                                |
| 2022—23                                             | Даниэла Йенч      | Эмира Аббес        | Пиа-Лиза Шёлль                        | Аналена Йенч        | Миа Хёне тренеры: Ули Капп, Даниэль Херберг             | ЧЕ 2022 (7 место)                                 |
| 2022—23                                             | Даниэла Йенч      | Эмира Аббес        | Лена Капп                             | Аналена Йенч        | Пиа-Лиза Шёлль тренеры: Ули Капп, Christian Hungerecker | ЧМ 2023 (10 место)                                |
| 2023—24                                             | Эмира Аббес       | Миа Хёне           | Лена Капп                             | Майке Беер          | Пиа-Лиза Шёлль тренер: Ули Капп                         | ЧЕ 2023 (10 место)                                |
| 2024—25                                             | Ким Зутор         | Сара Мессенцель    | Zoe Antes                             | Joy Sutor           | Пиа-Лиза Шёлль тренер: Даниель Харрете                  | ЧЕ 2024 (12 место)                                |
| Кёрлинг среди смешанных команд (mixed curling)      |                   |                    |                                       |                     |                                                         |                                                   |
| 2013—14                                             | Андреас Капп      | Петра Чеч          | Хольгер Хёне                          | Пиа-Лиза Шёлль      |                                                         | ЧЕСК 2013                                         |
| 2015—16                                             | Андреас Капп      | Петра Чеч          | Хольгер Хёне                          | Пиа-Лиза Шёлль      | тренер: Elmar Hiltensberger                             | ЧМСК 2015 (5 место)                               |
| 2016—17                                             | Андреас Капп      | Петра Чеч          | Хольгер Хёне                          | Пиа-Лиза Шёлль      |                                                         | ЧМСК 2016 (5 место)                               |
| 2019—20                                             | Андреас Капп      | Пиа-Лиза Шёлль     | Бенни Капп                            | Петра Чеч           |                                                         | ЧМСК 2019                                         |
| Кёрлинг среди смешанных пар (mixed doubles curling) |                   |                    |                                       |                     |                                                         |                                                   |
| 2018—19                                             | Пиа-Лиза Шёлль    | Константин Кемпф   |                                       |                     | тренер: Ули Капп                                        | ЧМСП 2019 (20 место)                              |
| 2019—20                                             | Пиа-Лиза Шёлль    | Клаудиус Харш      |                                       |                     | тренер: Ули Капп                                        | ЧМСП 2020 · (квал. 2019)                          |
| 2020—21                                             | Пиа-Лиза Шёлль    | Клаудиус Харш      |                                       |                     | тренеры: Хольгер Хёне, Harald Fritsch                   | ЧМСП 2021 (10 место)                              |
| 2021—22                                             | Пиа-Лиза Шёлль    | Клаудиус Харш      |                                       |                     | тренеры: Даниэль Херберг, Маттиас Симон                 | ЗОИ 2022 (квал. 2021) (7 место)                   |
| 2021—22                                             | Пиа-Лиза Шёлль    | Клаудиус Харш      |                                       |                     | тренеры: Ули Капп, Harald Fritsch                       | ЧМСП 2022                                         |
| 2022—23                                             | Пиа-Лиза Шёлль    | Клаудиус Харш      |                                       |                     | тренер: Ули Капп                                        | ЧМСП 2023 (18 место)                              |
| 2024—25                                             | Пиа-Лиза Шёлль    | Джошуа Сутор       |                                       |                     | тренер: Ули Капп                                        | ЧМСП 2025 (14 место)                              |

(скипы выделены полужирным шрифтом)

## Частная жизнь
Из семьи кёрлингистов. Её мать, Альмут Хеге-Шёлль, кёрлингистка и тренер, выиграла женский чемпионат мира 1988. Её кузен Себастьян Шток — в числе прочего чемпион Европы 2002 и 2004.